# 1995 KZ1
1995 KZ1 är en asteroid i huvudbältet som upptäcktes 28 maj 1995 av den amerikanske astronomen Eleanor F. Helin vid Palomar-observatoriet.
Asteroiden har en diameter på ungefär 19 kilometer och den tillhör asteroidgruppen Ursula.